# ФК Шахтјор Доњецк
ФК Шахтјор или ФК Шахтар (укр. ФК «Шахтар») је украјински професионални фудбалски клуб из Доњецка, који се такмичи у Премијер лиги Украјине. Највећи успех клуба је освајање УЕФА купа 2009. године. Њихов највећи ривал је Динамо Кијев.
Клуб је основан 1936. под именом „Стахановец“, а данашње име носи од 1946. године. Своје домаће утакмице играо је на Донбас арени, стадиону изграђеном између 2006. и 2009, а чији капацитет је 51.504 седећих места. Након почетка рата у Донбасу, клуб је неко време наступао у Лавову, а тренутно домаће утакмице игра на стадиону Металист у Харкову.

## Успеси

### Совјетски Савез
- Прва лига Совјетског Савеза
  - Вицепрваци (2) : 1974/75, 1978/79.
- Куп Совјетског Савеза
  - Освајачи (4) : 1961, 1962, 1980, 1983.
  - Финалисти (4) : 1963, 1978, 1985, 1986.
- Суперкуп Совјетског Савеза
  - Освајачи (1) : 1983.
  - Финалисти (2) : 1980, 1985.

### Украјина
- Премијер лига Украјине
  - Прваци (15) : 2001/02, 2004/05, 2005/06, 2007/08, 2009/10, 2010/11, 2011/12, 2012/13, 2013/14, 2016/17, 2017/18, 2018/19, 2019/20, 2022/23, 2023/24.
  - Вицепрваци (13) : 1993/94, 1996/97, 1997/98, 1998/99, 1999/00, 2000/01, 2002/03, 2003/04, 2006/07, 2008/09, 2014/15, 2015/16, 2020/21.
- Куп Украјине
  - Освајачи (15) : 1995, 1997, 2001, 2002, 2004, 2008, 2011, 2012, 2013, 2016, 2017, 2018, 2019, 2024, 2025.
  - Финалисти (6) : 2003, 2005, 2007, 2009, 2014, 2015.
- Суперкуп Украјине
  - Освајачи (9) : 2005, 2008, 2010, 2012, 2013, 2014, 2015, 2017, 2021.
  - Финалисти (8) : 2004, 2006, 2007, 2011, 2016, 2018, 2019, 2020.

### Европа
- УЕФА куп
  - Освајачи (1) : 2008/09.
- УЕФА суперкуп
  - Финалисти (1) : 2009.

## Тренутни састав тима
Од 1. фебруара 2017.
| Бр. |          | Позиција | Играч                 |
| --- | -------- | -------- | --------------------- |
| 26  | Украјина | Г        | Никита Шевченко       |
| 30  | Украјина | Г        | Андреj Пjатов         |
| 55  | Украјина | Г        | Олег Кудрик           |
| 2   | Украјина | О        | Богдан Бутко          |
| 5   | Украјина | О        | Александар Кучер      |
| 18  | Украјина | С        | Иван Ордец            |
| 25  | Украјина | Г        | Никола Матвиjенко     |
| 31  | Бразил   | О        | Исмаили               |
| 33  | Хрватска | О        | Даријо Срна (капитен) |
| 38  | Украјина | О        | Сергеj Кривцов        |
| 44  | Украјина | С        | Јарослав Ракицки      |
| 6   | Украјина | С        | Тарас Степаненко      |
| 8   | Бразил   | С        | Фред                  |

| Бр. |           | Позиција | Играч                |
| --- | --------- | -------- | -------------------- |
| 20  | Бразил    | С        | Дентињо              |
| 10  | Украјина  | С        | Бернард              |
| 11  | Украјина  | С        | Марлос               |
| 12  | Бразил    | Г        | Велингтон Нем        |
| 14  | Украјина  | О        | Васиљ Кобин          |
| 17  | Украјина  | С        | Максим Малишев       |
| 24  | Украјина  | С        | Вјачеслав Танковскиј |
| 28  | Бразил    | Г        | Тајсон               |
| 59  | Украјина  | Н        | Александар Зубков    |
| 74  | Украјина  | С        | Виктор Коваленко     |
| 19  | Аргентина | С        | Факундо Ферејра      |
| 41  | Украјина  | Н        | Андриј Бориачук      |

## Стадион
Садашњи стадион Донбас Арена је изграђен и отворен 29. август 2009. Стадион има капацитет од 50.159 мјеста. Пре сезоне 2013/14 Шахтјор поставили нови рекорд на Источна Европа, продаје 27.000 сезонске карте, што значи 52% места у Донбас Арени припадају власницима сезонске карте.